# Euproctis albescens
Euproctis albescens är en fjärilsart som beskrevs av Swinhoe 1903. Euproctis albescens ingår i släktet Euproctis och familjen tofsspinnare. Inga underarter finns listade i Catalogue of Life.